# Rajd Bułgarii 2007
Rajd Bułgarii 2007 (38. Rally Bulgaria) – 38. edycja rajdu samochodowego Rajd Bułgarii rozgrywanego w Bułgarii. Rozgrywany był od 6 do 8 lipca 2007 roku. Była to szósta runda Rajdowych Mistrzostw Europy w roku 2007 oraz trzecia runda Rajdowych Mistrzostw Bułgarii. Składał się z 13 odcinków specjalnych.

## Klasyfikacja rajdu
| Miejsce                | Kierowca               | Pilot                  | Samochód                       | Czas                   | Strata                 |                        |
| Klasyfikacja generalna | Klasyfikacja generalna | Klasyfikacja generalna | Klasyfikacja generalna         | Klasyfikacja generalna | Klasyfikacja generalna | Klasyfikacja generalna |
| ---------------------- | ---------------------- | ---------------------- | ------------------------------ | ---------------------- | ---------------------- | ---------------------- |
| 1.                     | Dimityr Iliew          | Yanaki Yanakiev        | Mitsubishi Lancer Evo IX       | 2:42:50.2              | 0.0                    |                        |
| 2.                     | Simon Jean-Joseph      | Jack Boyere            | Citroën C2 S1600               | 2:43:08.1              | +17.9                  |                        |
| 3.                     | Jasen Popov            | Dilian Popov           | Mitsubishi Lancer Evo IX       | 2:43:34.6              | +44.4                  |                        |
| 4.                     | Krum Donchev           | Stoiko Valchev         | Mitsubishi Lancer Evo IX       | 2:43:41.4              | +51.2                  |                        |
| 5.                     | Corrado Fontana        | Renzo Casazza          | Fiat Abarth Grande Punto S2000 | 2:44:11.2              | +1:21.0                |                        |
| 6.                     | Volkan Isik            | Kaan Özsenler          | Mitsubishi Lancer Evo IX       | 2:44:13.3              | +1:23.1                |                        |
| 7.                     | Radoslav Kozlekov      | Nikola Popov           | Mitsubishi Lancer Evo IX       | 2:44:32.5              | +1:42.3                |                        |
| 8.                     | Michał Sołowow         | Maciej Baran           | Fiat Abarth Grande Punto S2000 | 2:45:22.7              | +2:32.5                |                        |
| 9.                     | Rumen Dunev            | Hristo Hristov         | Renault Clio S1600             | 2:46:29.1              | +3:38.9                |                        |
| 10.                    | Juraj Šebalj           | Toni Klinc             | Mitsubishi Lancer Evo IX       | 2:48:23.0              | +5:32.8                |                        |
| Klasyfikacja ERC       |                        |                        |                                |                        |                        |                        |
| 1. (1.)                | Dimityr Iliew          | Yanaki Yanakiev        | Mitsubishi Lancer Evo IX       | 2:42:50.2              | 0.0                    |                        |
| 2. (2.)                | Simon Jean-Joseph      | Jack Boyere            | Citroën C2 S1600               | 2:43:08.1              | +17.9                  |                        |
| 3. (4.)                | Krum Donchev           | Stoiko Valchev         | Mitsubishi Lancer Evo IX       | 2:43:41.4              | +51.2                  |                        |
| 4. (5.)                | Corrado Fontana        | Renzo Casazza          | Fiat Abarth Grande Punto S2000 | 2:44:11.2              | +1:21.0                |                        |
| 5. (6.)                | Volkan Isik            | Kaan Özsenler          | Mitsubishi Lancer Evo IX       | 2:44:13.3              | +1:23.1                |                        |
| 6. (8.)                | Michał Sołowow         | Maciej Baran           | Fiat Abarth Grande Punto S2000 | 2:45:22.7              | +2:32.5                |                        |
| 7. (10.)               | Juraj Šebalj           | Toni Klinc             | Mitsubishi Lancer Evo IX       | 2:48:23.0              | +5:32.8                |                        |